# Rote Brücke (Chrami)

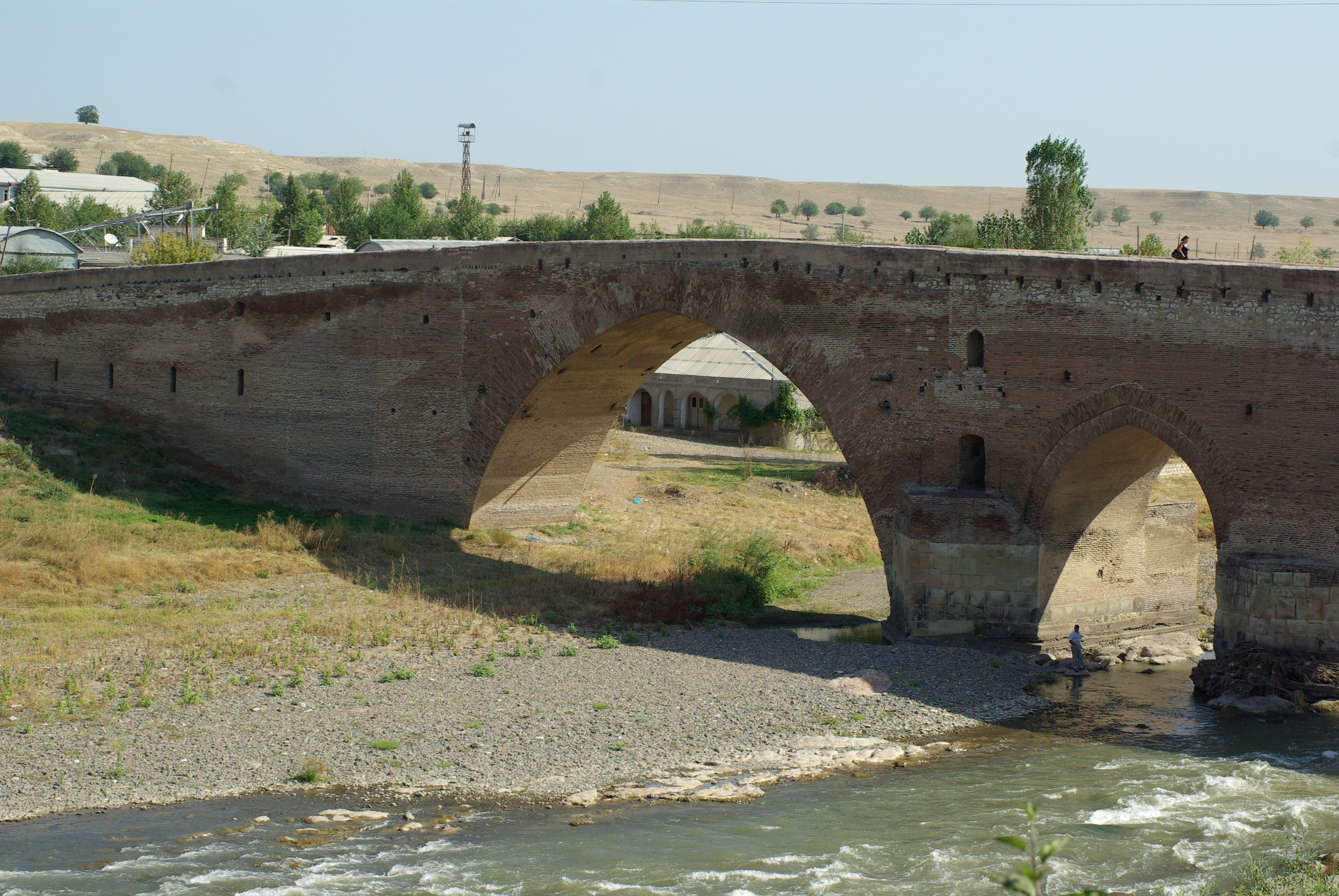
Rote Brücke

Die Rote Brücke (georgisch წითელი ხიდი, Ziteli Chidi, aserbaidschanisch Qırmızı Körpü) ist eine Brücke über den Fluss Chrami südöstlich von Tiflis an der Grenze zwischen Georgien und Aserbaidschan. Die Brücke wurde Mitte des 17. Jahrhunderts vom georgischen König Rostom erbaut. 95 Meter von der bestehenden Brücke entfernt befindet sich eine ältere Brücke, von der nur noch die Stützpfeiler erhalten sind. Nach Angaben des armenischen Historikers Moses Kalankatuazi aus dem 10. Jahrhundert war diese Brücke bereits zu seiner Zeit abgerissen worden. Obwohl die Rote Brücke nie zerstört oder beschädigt wurde, wird sie aufgrund dieser alten zerstörten Brücke georgisch manchmal auch als Gatechili Chidi (georgisch გატეხილი ხიდი) bezeichnet, was deutsch „Gebrochene Brücke“ bedeutet. Die heutige Brücke ist aus rotem Backstein gebaut, weshalb sie im 19. Jahrhundert „Rote Brücke“ genannt wurde. Die Brücke hat noch heute ihre Funktion. 2012 wurde ihr durch Dekret des Präsidenten Georgiens der Status eines Kulturdenkmals von nationaler Bedeutung verliehen. Die Brücke wird manchmal als Symbol für freundschaftliche Beziehungen zwischen Georgien und Aserbaidschan angesehen.
Die Länge der Brücke beträgt 175 Meter, die Breite in der Mitte 4,3 Meter und die Höhe 10 bis 12 Meter. In den Brückenpfeilern befinden sich einige Lagerräume, die zum Zoll, zur Bewachung oder zur Erholung der Karawanen genutzt werden konnten.
Die Rote Brücke war für die wirtschaftliche und politische Lage Georgiens von großer Bedeutung, denn sie überführt eine wichtige Karawanenstraße, die Tiflis mit den vorderasiatischen Ländern verband. Von dort aus war es dann möglich, auch in zentral- bzw. ostasiatische und europäische Länder zu reisen.
In der Nähe der Brücke kam es häufig zu verschiedenen Schlachten und Zusammenstößen, die für die Verteidigung Georgiens Bedeutung hatten. Am 7. September 1795 wurde die große Armee von Aga Mohammed Khan hier mit einer 200-köpfigen Kämpfergruppe des georgischen Königs Erekle II. konfrontiert, die zur Verteidigung der Brücke zurückgelassen worden war. Die Verteidiger der Brücke konnten dem Ansturm der feindlichen Einheiten nicht standhalten und zogen sich mit großen Verlusten zurück. Im Februar 1921 fand in diesem Gebiet eine Schlacht zwischen den Kämpfern der Demokratischen Republik Georgien und den Einheiten der russisch-bolschewistischen Roten Armee statt. Die zentrale Gruppe der russischen Armee nahm die Rote Brücke und griff Tiflis an.